# Huey P. Newton
Huey Percy Newton (Monroe, Louisiana, 17. veljače 1942. – 22. kolovoza 1989.), legendarni američki društveni aktivist, borac za prava crnaca, suosnivač i vođa Stranke crnih pantera.
Rodio se u mjestu Monroe, Louisiana, kao sedmo i najmlađe dijete od majke Amelie i oca Waltera, baptističkog svećenika. Kao vrlo mlad, preselio se s obitelji u Oakland, država Kalifornija. Iako je završio srednju školu, nije znao čitati. Sam se obrazovao, pročitavši djelo Republika od filozofa Platona pet puta. Mislio je da razumije to djelo. Čitao je također i djela autora kao što su Frantz Fanon, Malcolm X, Mao Ce Tung i Che Guevara. 1980. godine postao je doktor znanosti.
Kada su on i Bobby Seale osnivali Stranku Crnih pantera, htjeli su poboljšati položaj crnačkog stanovništva.
Dr. Newton je pozvao Crnce da iskoriste zakonska prava, kupe oružje i ako bude potrebno, upotrijebe ga.
1967. godine, Huey je uhićen za ubojstvo policajca koji je stradao u obračunu nastalom kada su Hueya zustavili. Pozvano je pojačanje da ga se razoruža. Hici su ispaljeni i oba policajca su ranjena. Jedan je umro, a drugi je bio u bolnici, ranjen trima metcima u kritičnom stanju. Osuđen je na 2-15 godina zatvora ali je kazna ukinuta. Također je oslobođen optužbi za ubojstvo 17-godišnje prostitutke. Navodno je bio teški alkoholičar i narkoman. Da bi nabavio novac potreban za drogu i piće, optužen je za pronevjeru stranačkog novca iz programa za obrazovanje i prehranu.

Organizirao je programe besplatnog doručka za tisuće crnaca prije odlaska na posao. Dijelili su i besplatne cipele. Stranka se raspala 1977. godine.
Dr. Newton ubijen je u 47. godini na ulicama Oaklanda navodno pri kupnji droge.
Opjevan je u pop-kulturi.

## Vanjske poveznice
- Intervju s Hueyjem P. Newtonom iz 1968.
- Intervju s Hueyjem P. Newtonom za televiziju CBS tijekom suđenja (1968.)